# Государственный музей естествознания (Карлсруэ)

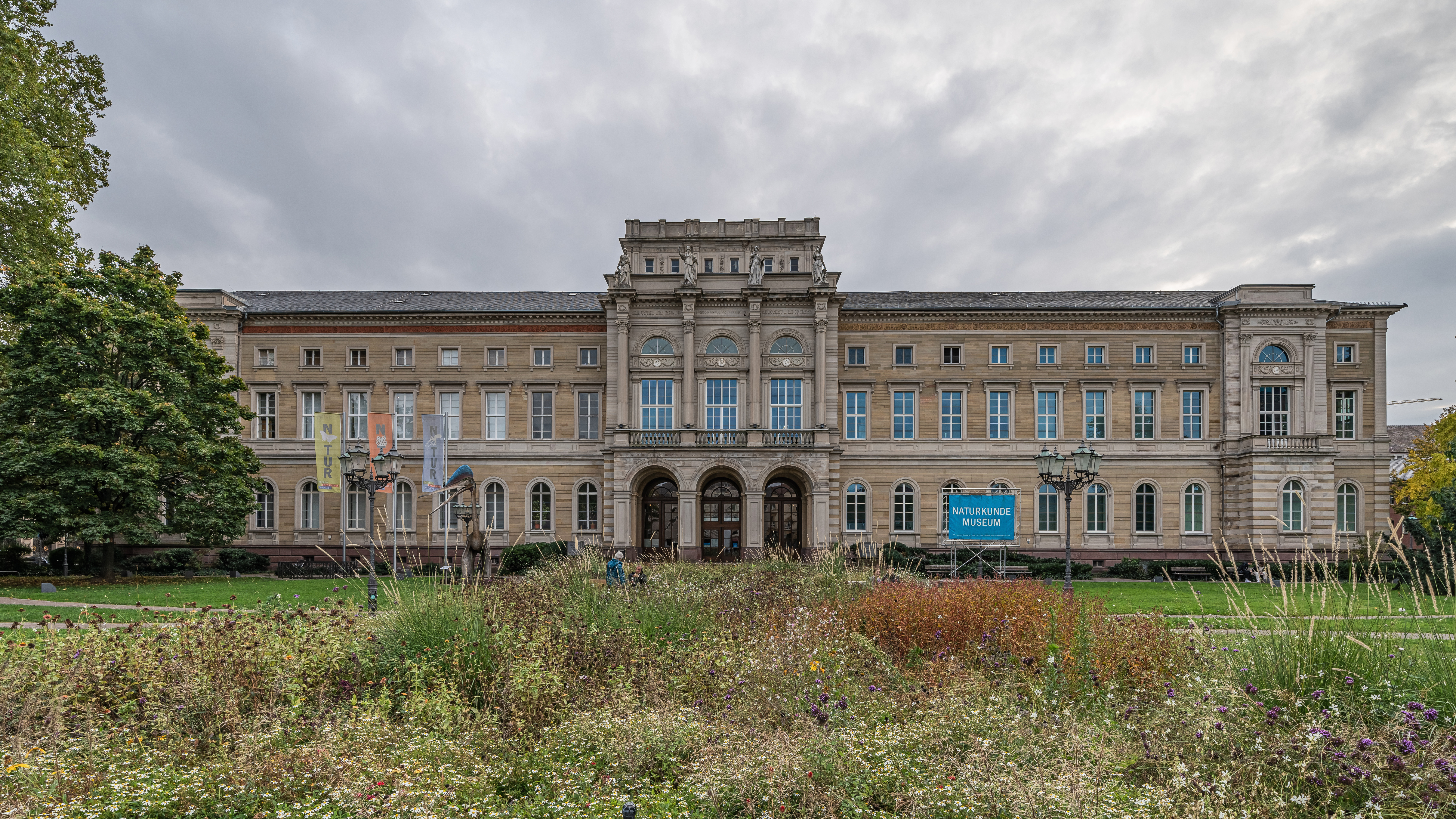
Фасад музея

Государственный музей естествознания (нем. Das Staatliche Museum für Naturkunde Karlsruhe (SMNK)) — один из крупнейших естественнонаучных музеев Германии, расположенный в городе Карлсруэ. История музея началась в XVIII веке с первых коллекций курьёзов и природных достопримечательностей баденских маркграфов. В постоянных выставках музея демонстрируются ископаемые, минералы, чучела европейских и экзотических животных, а также живые особи в виварии.
Символом музея является скелет скрытожаберника вида Andrias scheuchzeri (исполинские саламандры), найденный в 1726 году вблизи Энингена и долгое время ошибочно считавшийся останками древнего грешника, погибшего во время всемирного потопа. Музей также содержит библиотеку для собственных сотрудников, недоступную общественности.
Государственный музей естественной истории посещают около 150 тысяч человек в год, что делает его третьим по посещаемости музеем Карлсруэ за Музеем земли Баден и Центром искусства и медиатехнологий (ZKM).

## Галерея

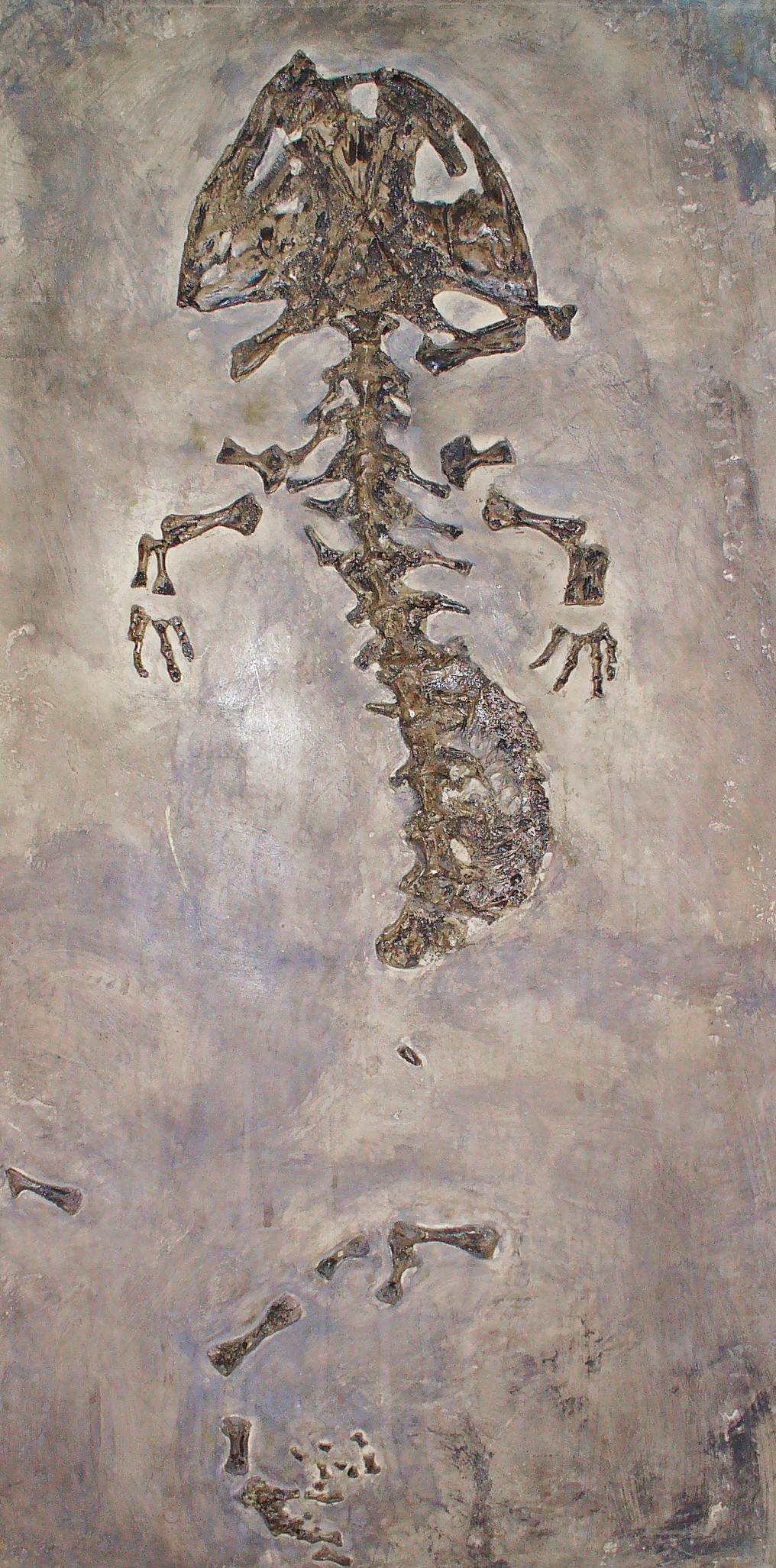
Скелет исполинской саламандры Andrias scheuchzeri
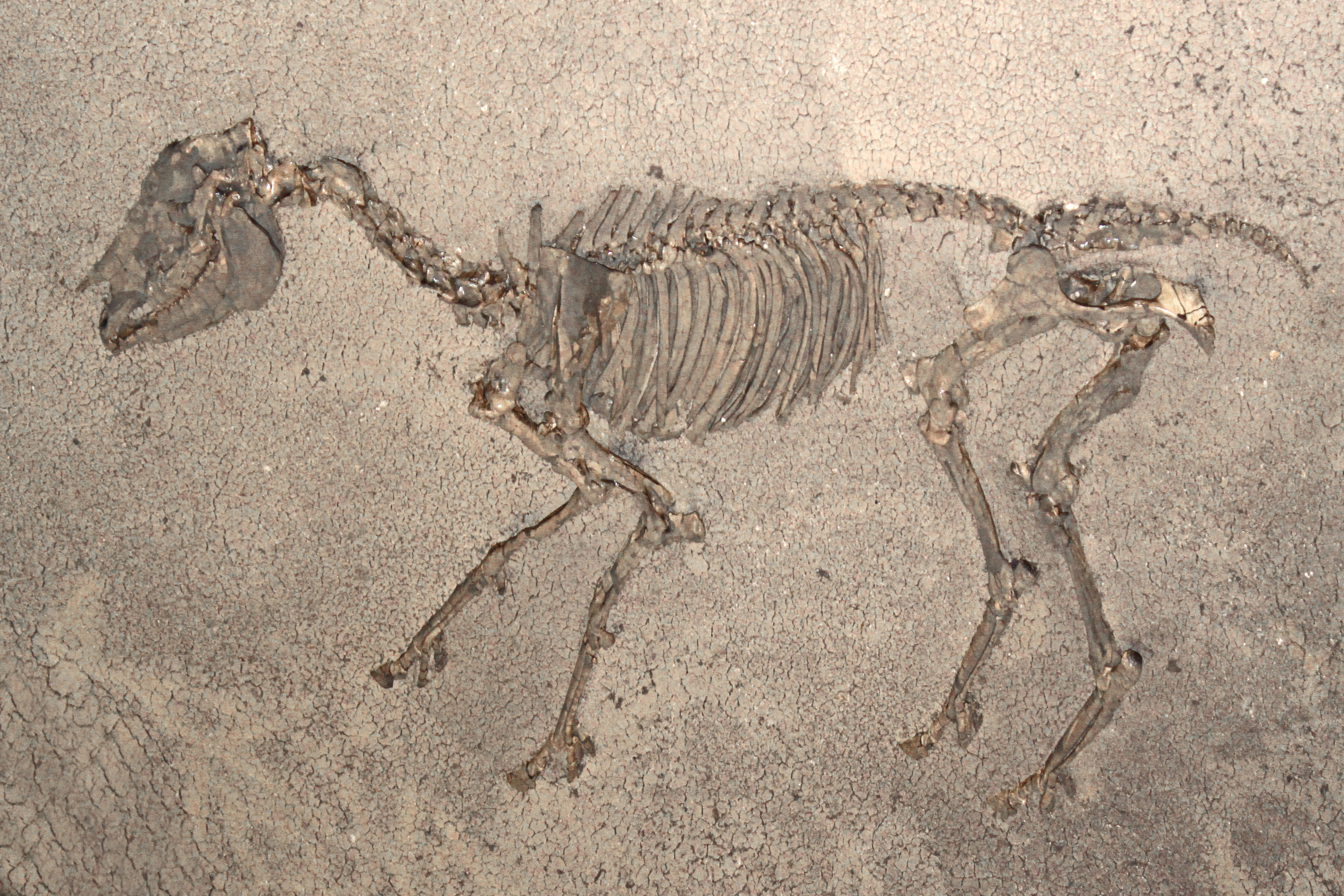
Скелет древней лошадки Hipparion primigenius
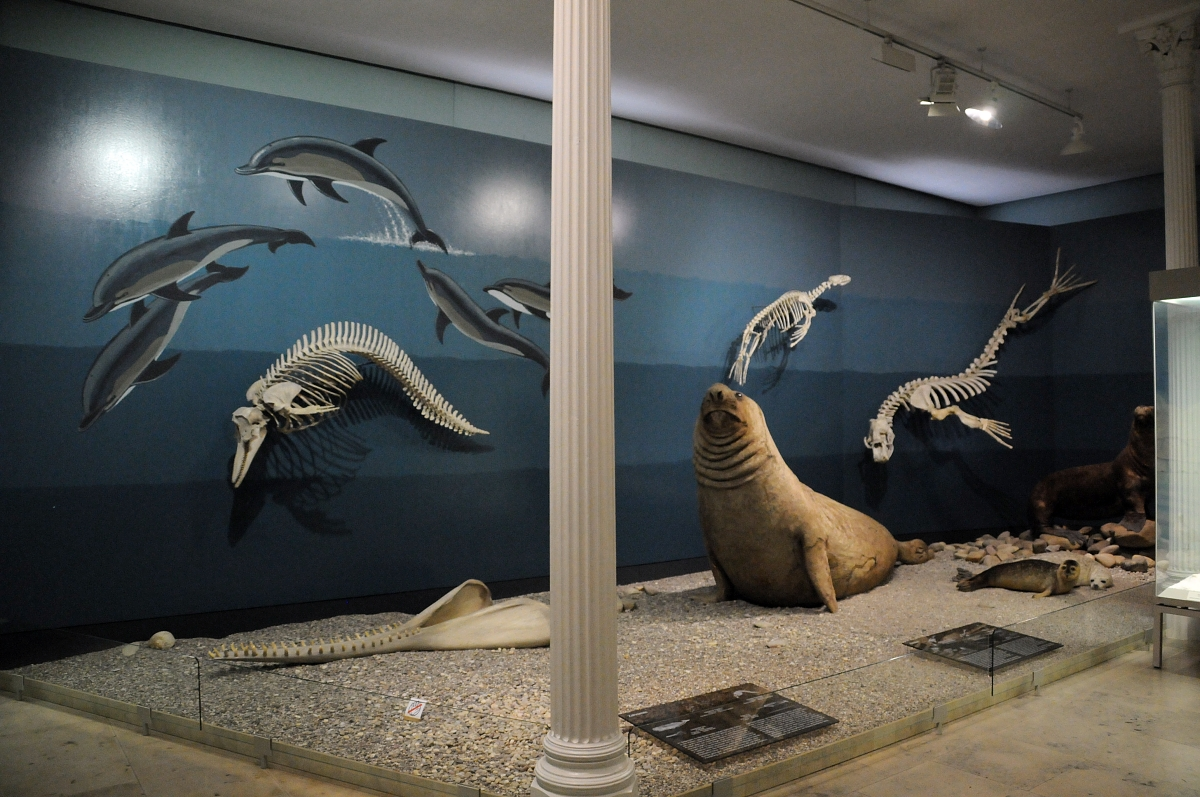
Зал морских млекопитающих
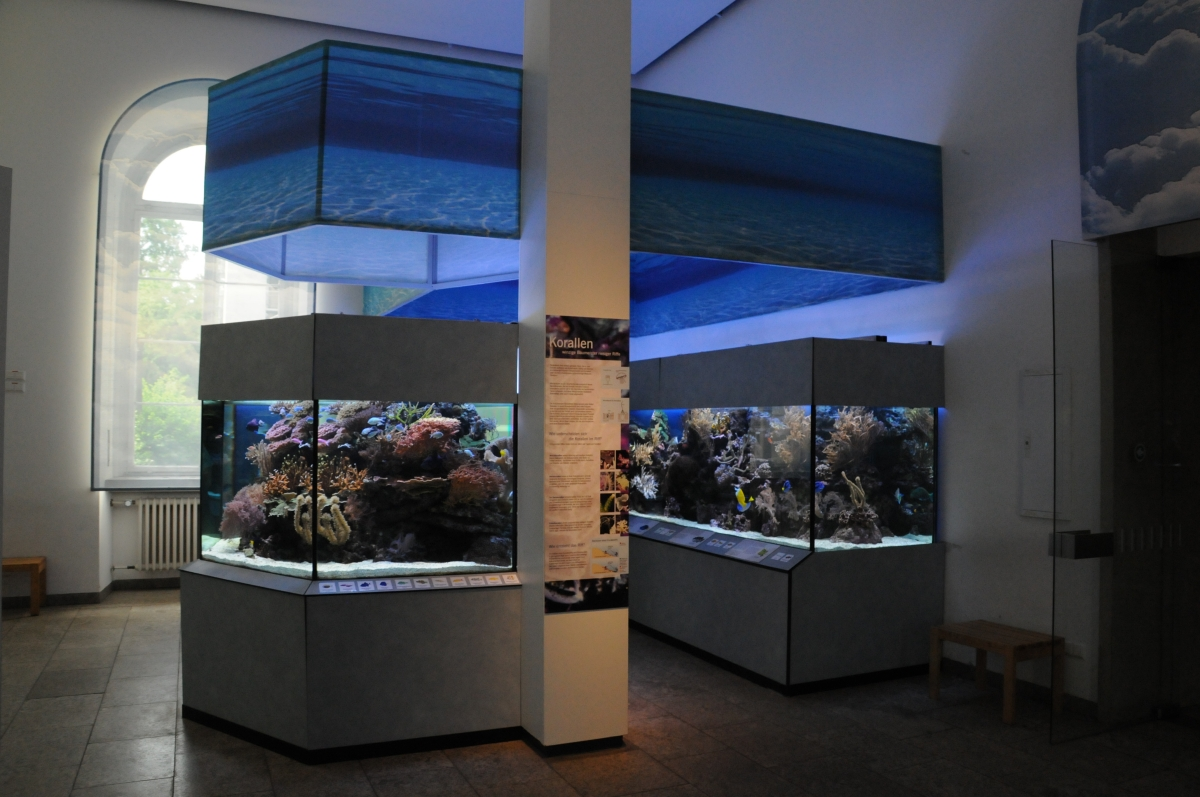
Зал с аквариумами